# Pseudecheneis sulcatoides
Pseudecheneis sulcatoides är en fiskart som beskrevs av Zhou och Chu 1992. Pseudecheneis sulcatoides ingår i släktet Pseudecheneis och familjen Sisoridae. Inga underarter finns listade i Catalogue of Life.